# Solaris (sistema operatiu)
Solaris és un sistema operatiu de l'empresa Sun Microsystems inicialment basat en el sistema UNIX BAS, de la Universitat de Berkeley, del qual un dels fundadors de la companyia va ser un programador en els seus temps universitaris. Més endavant va incorporar les funcionalitats del System V, convertint-se pràcticament en un sistema operatiu totalment basat en System V.
Proporciona des dels seus inicis un excel·lent suport per aplicacions de xarxa a protocols IP, i va ser el primer entorn on es va desenvolupar el sistema Java, on se segueix tenint un excel·lent rendiment.
Proporciona la majoria de les funcionalitats típiques dels sistemes UNIX en entorn servidor, com Sockets, Multitasca, Fils d'execució, escriptoris basats en XWindow el que s'inclouen diversos escriptoris com Open Look CDE o més recentment Sun Java Desktop System, basat en GNOME.

## Història
El sistema operatiu de Sun va néixer el 1983 i es va anomenar SunOS. Va canviar el seu nom a Solaris quan es va incloure per primera vegada OpenWindows a la versió 4.1.2 (1991).
El 1992 va sortir la segona versió de Solaris, que incorporava noves funcionalitats del System V, per tant SunOS només tindria sentit a partir d'aquest moment com a nucli d'aquest nou entorn operatiu Solaris. D'aquesta forma Solaris 2 contenia SunOS 5.0. Des del moment que es distingeix el nucli del sistema operatiu (SunOS), i l'entorn operatiu en general (Solaris), afegint altres paquets com Apache o DTrace. Com a exemple d'aquesta funció, Solaris 8 conté SunOS 5.8.
Solaris funciona principalment sobre l'arquitectura SPARC a 32 i 64 bits (aquesta última coneguda com a UltraSparc) de la mateixa companyia i sobre l'arquitectura Intel, tot i que aquesta última se sol usar amb fins didàctics, i escassament en entorns de producció.
Del 2005 al 2010, Sun va començar a llançar el codi font per a les versions de desenvolupament de Solaris sota la llicència comuna de desenvolupament i distribució (CDDL) a través del projecte OpenSolaris. Aquest codi es va basar en el treball realitzat per a l'alliberament post-Solaris 10 (anomenat "Nevada"; finalment es va publicar com Oracle Solaris 11). A mesura que el projecte avançava, va anar creixent fins a incloure la major part del codi necessari per compilar un llançament complet, amb algunes excepcions.
Quan Sun va ser adquirit per Oracle el 2010, el projecte OpenSolaris es va suspendre, i el març de 2010, el Solaris 10 prèviament lliure es va posar sota una llicència restrictiva que limitava l'ús, la modificació i la redistribució del sistema operatiu. Amb el llançament de Solaris 11 el 2011, els termes de la llicència van tornar a canviar, permetent la descarrega gratuïta Solaris 10 i Solaris 11 i utilitzar-los sense contracte d'assistència indefinidament; tanmateix, la llicència només permet que l'usuari utilitzi Solaris com a plataforma de desenvolupament i prohibeix expressament l'ús comercial i de "producció".
El 2 de setembre de 2017, Simon Phipps, un antic empleat de Sun Microsystems no contractat per Oracle en l'adquisició, va informar a Twitter que Oracle havia acomiadat el personal de desenvolupament principal de Solaris, cosa que molts van interpretar com a signe que Oracle ja no tenia intenció de donar suport al desenvolupament futur. de la plataforma. [19] Si bé Oracle va acomiadar molt personal d'enginyeria de desenvolupament de Solaris, el desenvolupament continua, i Solaris 11.4 es va publicar el 2018.

## Solaris 11
A Solaris hi funciona tota mena de programari, lliure o no, tot i que es beneficia de la col·laboració de Sun per GNU/Linux, de fet l'entorn d'escriptori per defecte és Java Desktop System, un entorn basat amb GNOME, que té aplicacions com Instant Messenger, un client multiprotocol basat en GAIM; i StarOffice, el conjunt d'eines ofimàtiques comercial conegut per estar basat en l'important OpenOffice.org. Aquest fet ha animat a Sun a fer Solaris compatible amb programes de GNU/Linux escrits a nivell de codi font, i també paquets rpm binaris de certes distribucions com RedHat ES 3.0, mitjançant una capa de compatibilitat anomenada BrandZ/SCLA.

## Llicència
Recentment SUN ha decidit apostar per canviar progressivament la llicència del seu programari, especialment al Sun Solaris Operating Environment (que en català significa Ambient Operatiu Solaris, més conegut com a Solaris), sota una llicència OpenSource creada especialment, la CDDL, que ha sigut reconeguda com a llicència de programari lliure per l'Open Source Initiative.
Aquesta llicència és semblant a la filosofia de la GPL de la Free Software Foundation, tot i així són incompatible en alguns aspectes.
Aquesta incompatibilitat ha generat una polèmica des de la Free Software Foundation semblant a la de la llicència Mozilla Public License, la llicència de Mozilla Foundation que tenen aplicacions tan importants com el Firefox o el client de correu Mozilla Thunderbird.
També ha fet una gamma d'eleccions cap al projecte d'interecció de protocols múltiples entre l'usuari i l'ordinador.

## Versions
Característiques notables Solaris inclouen actualment DTrace, Doors, Service Management Facility, Solaris Containers, Solaris Multiplexed I/O, Solaris Volume Manager, ZFS, i Solaris Trusted Extensions.
En ordre descendent, han estat alliberades les següents versions de Solaris:
| Versió Solaris | Versió SunOS | data publicació                                | Final del suport | Noves característiques |
| -------------- | ------------ | ---------------------------------------------- | ---------------- | --- |
| Solaris 11     | SunOS 5.11   | 9 de novembre de 2011                          | Novembre 2034    | |
| Solaris 10     | SunOS 5.10   | 31 de gener 2005                               | Novembre 2011    | Inclou supot per a x64 (AMD64/EM64T), DTrace (Traceig dinàmic), Solaris Containers, Service Management Facility (SMF) que reemplaça els scrips init.d, NFSv4. Model de seguretat Least privilege. Suport eliminat per a sun4m i processadors UltraSPARC I. Suport eliminat per a ordinadors basats amb EISA. Afegeix Java Desktop System (basat amb GNOME) com a escriptori per defecte. - Solaris 10 1/06 afegit l'arrancador GRUB per a sistemes x86, suport a iniciador iSCSI i l'eina de línia d'ordres fcinfo. - Solaris 10 6/06 afegit el sistema de fitxers ZFS. - Solaris 10 11/06 afegit Solaris Trusted Extensions i Logical Domains. - Solaris 10 8/07 afegit Samba suport a Active Directory, Instàncies IP (part del projecte OpenSolaris Network Virtualization and Resource Control), iSCSI Target support and Solaris Containers for Linux Applications (basat amb branded zones), versió millorada de Resource Capping Daemon (rcapd). - Solaris 10 5/08 afegit anivellament de la CPU pels contenidors de Solaris, millores en el rendiment, SpeedStep suport per a processadors Intel i PowerNow! per a processadors AMD - Solaris 10 10/08 afegeix arranc des de ZFS i pot utilitzar ZFS com sistema de fitxers root. Solaris 10 10/08 també inclou millores a la virtualització incloent l'agilitat per a actualitzar automàticament contenidors Solaris amb els seus entorns quan es mouen d'un sistema a un altre, Suport per dominis locals per la reconfiguració dinàmica de la xarxa i per la E/S de disc, suport per a la paravirtualització quant Solaris 10 és utilitzat com a sistema operatiu hoste en entorns basats en Xen com per exemple el servidor xVM de Sun. - Solaris 10 5/09 afegeix suport per a processadors Intel Nehalem quant al rendiment i l'administració d'energia, contenidor de clonació utilitzant els sistemes d'arxius ZFS clonats, i millores en el rendiment de ZFS a les unitats d'estat sòlid. |
| Solaris 9      | SunOS 5.9    | 28 de maig 2002 (SPARC) 10 de gener 2003 (x86) | Octubre 2014     | Servidor de directori iPlanet, Gestor de recursos, Solaris Volume Manager, extended file attributes, IKE introducció IPsec, i afegeix compatibilitat per a Linux; reducció de OpenWindows, suport eliminat per a sun4d. La versió actual més actualitzada és Solaris 9 9/05. |
| Solaris 8      | SunOS 5.8    | Febrer 2000                                    | Març 2012        | Inclou Multipath I/O, IPMP, primer suport per a IPv6 i IPsec (sólament introducció manual), mdb debugació modular. Introduït Role-Based Access Control (RBAC); suport eliminat per a sun4c. L'última actualització va ser Solaris 8 2/04. |
| Solaris 7      | SunOS 5.7    | Novembre 1998                                  | Agost 2008       | Primera versió per a 64-bit UltraSPARC. Afegit suport natiu per sistemes de fitxers accedint a metadades (UFS accés). reducció del suport MCA a plataformes x86. L'última actualització va ser Solaris 7 11/99. |
| Solaris 2.6    | SunOS 5.6    | Juliol 1997                                    | Juliol 2006      | Inclou Kerberos 5, PAM, fonts TrueType, WebNFS, large file support, enhanced procfs. Reducció del suport per a sèries 600MP SPARCserver. |
| Solaris 2.5.1  | SunOS 5.5.1  | Maig 1996                                      | Setembre 2005    | Versió que solament suporta la plataforma PowerPC; Afegeix suport a Ultra Enterprise; IDs d'usuaris i de grups (uid_t, gid_t) expandits a 32 bits, també inclou conjunts de processador i principis de tecnologies per la gestió de recursos. |
| Solaris 2.5    | SunOS 5.5    | Novembre 1995                                  | Desembre 2003    | Primer a suportar UltraSPARC i inclou CDE, NFSv3 i NFS/TCP. Reducció de sun4 (suport VMEbus). Afegit POSIX.1c-1995 pthreads. Afegit Doors però sense documentar. |
| Solaris 2.4    | SunOS 5.4    | Novembre 1994                                  | Setembre 2003    | Primera versió unificada per a SPARC/x86. Inclou soport per execució OSF/Motif. |
| Solaris 2.3    | SunOS 5.3    | Novembre 1993                                  | Juny 2002        | Versió només per a SPARC. OpenWindows 3.3 canvia de NeWS a Display PostScript i redueix el suport de SunView. Suport afegit per a autofs i sistemes de fitxers cachefs. |
| Solaris 2.2    | SunOS 5.2    | Maig 1993                                      | Maig 1999        | Versió només per a SPARC. Primera a suportar l'arquitectura sun4d. Primera que soporta llibreries multithreading (UI API de ramificació a libthread). |
| Solaris 2.1    | SunOS 5.1    | Desembre 1992 (SPARC) Maig 1993 (x86)          | Abril 1999       | Suport afegit per a les arquitectures sun4 i sun4m; Primera versió de Solaris x86. Primera versió de Solaris 2 que soporta SMP. |
| Solaris 2.0    | SunOS 5.0    | Juny 1992                                      | Gener 1999       | Versió preliminar (primerament només disponible per a desenvolupadors), suport només per a l'arquitectura sun4c. Primera aparició de NIS+. |
| Solaris 1.x    | SunOS 4.1.x  | 1991-1994                                      | Setembre 2003    | SunOS 4 canvia el nom a Solaris 1 per propósits comercials. Vegeu SunOS per a més informació. |

Solaris 8 es va deixar de vendre el Febrer 2007 però tindrà suport fins a l'abril de 2012; earlier versions are unsupported.
Un resum més detallat d'algunes de les versions de Solaris també estan disponibles. La descripció de les versions de Solaris a la FAQ de Solaris 2.
Unable to compile EasyTimeline input:

Timeline generation failed: 1 error found

Line 27:    at:16/03/2025 color:today width:0.1

- LineData attribute 'at' invalid.

```
 Date '16/03/2025' not within range as specified by command Period.

```

## Els avantatges de Solaris
Els avantatges de l'ús de Solaris són:
- El sistema s'està alliberant progressivament sota llicències CDDL, reconeguda per l'Open Source Initiative com a llicència lliure
- Es pot descarregar gratuïtament de la pàgina web de SUN. I copiar els CDs és legal (no es considera pirateig)
- Està disponible en diverses tecnologies de processadors: AMD64, SPARC, x86 (només s'usa un 5% de codi especialitzat pel processador, el 95% és comú)
- El nucli del sistema està programat per fer funcionar programes de codi Linux Estàndard (no emula programes Linux, sinó que els executa, qualsevol programa que tingui paquet rpm.
- Permet programari privatiu a la seva distribució
- Serveix tant per un ordinador personal com per un ordinador d'empresa (Es poden contractar serveis de manteniment i especialització de programari de SUN Microsystems)
- Té potents eines de predetecció d'errors i anàlisis del maquinari de l'ordinador i recuperació de dades (possibilitat de bloquejar parts de memòria, etc.)
- És un excel·lent banc de proves sota plataforma x86 per desenvolupar programari que després es pot portar fàcilment a sistemes basats en UltraSparc

## Els inconvenients
Un dels inconvenients és que en la plataforma x86 el suport de maquinari és bastant reduït comparat amb altres sistemes operatius com GNU/Linux o FreeBSD.

## Model de negoci
Solaris en un ordinador personal gairebé no necessita manteniment professional, però en una empresa és possible que l'empresari vulgui contractar els serveis de l'equip de SUN per fer rendir al màxim el seu negoci, esprement totes les novetats en seguretat de xarxes i altres.
Sun fabrica maquinari lliure, com la tecnologia SPARC.